# Tornei calcistici di guerra in Italia 1915-1916
Questa voce tratta dei tornei calcistici di guerra 1915-1916 disputati in sostituzione del normale campionato di calcio italiano, sospeso a causa della prima guerra mondiale.

## La Coppa Federale e i tornei regionali
Sospesi tutti i campionati con l'inizio del conflitto mondiale, in questa stagione la FIGC organizzò la prima e unica edizione della Coppa Federale. Tuttavia vennero organizzati alcuni tornei a carattere regionale organizzati dai Comitati Regionali: in Emilia e in Lombardia, senza la disputa di gironi o finali nazionali.

## Lombardia

### Coppa Lombardia

#### Girone A

##### Squadre partecipanti
| Club          | Città              |
| ------------- | ------------------ |
| S.S. Aurora   | Busto Arsizio (MI) |
| Milan II      | Milano             |
| Saronno F.C.  | Saronno (MI)       |
| Victoria F.C. | Busto Arsizio (MI) |

##### Risultati
| Andata (1ª) | Andata (1ª) | Prima giornata  | Ritorno (4ª) | Ritorno (4ª) |
|             |             |                 |              |              |
| 5 mar.      | 2-1         | Aurora-Victoria | 2-0          | 26 mar.      |
| 5 mar.      | 4-4         | Saronno-Milan   | 0-1          | 26 mar.      |

| Andata (2ª) | Andata (2ª) | Seconda giornata | Ritorno (5ª) | Ritorno (5ª) |
|             |             |                  |              |              |
| 12 mar.     | 1-3         | Victoria-Saronno | 0-13         | 2 apr.       |
| 12 mar.     | 3-0         | Aurora-Milan     | 2-1          | 2 apr.       |

| Andata (3ª) | Andata (3ª) | Terza giornata | Ritorno (6ª) | Ritorno (6ª) |
|             |             |                |              |              |
| 19 mar.     | -           | Milan-Victoria | -            | 9 apr.       |
| 19 mar.     | -           | Saronno-Aurora | -            | 9 apr.       |

#### Girone B

##### Squadre partecipanti
| Club                                                       | Città          |
| ---------------------------------------------------------- | -------------- |
| "Atalanta" Soc. Bergamasca di Ginnastica e Sports Atletici | Bergamo        |
| Soc. Bergamasca di G. e Scherma                            | Bergamo        |
| U.S. Milanese                                              | Milano         |
| C.S. Trevigliese                                           | Treviglio (BG) |

##### Classifica finale
|  | Pos. | Squadra     | Pt | G | V | N | P | GF | GS | DR |
|  | ---- | ----------- | -- | - | - | - | - | -- | -- | -- |
|  | 1.   | Trevigliese | 11 | 6 | 5 | 1 | 0 | 13 | 6  | +7 |
|  | 2.   | US Milanese | 8  | 6 | 3 | 2 | 1 | 17 | 10 | +7 |
|  | 3.   | Atalanta    | 3  | 6 | 1 | 1 | 4 | 4  | 7  | -3 |
|  | 4.   | Bergamasca  | 2  | 6 | 0 | 2 | 4 | 3  | 10 | -7 |

- La Trevigliese è ammessa alla finale della Coppa Lombardia 1915-16.

##### Risultati
| Prima giornata |                        |              |
| 5 mar. 1916    |                        | 26 mar. 1916 |
| 1-0            | Trevigliese-Bergamasca | 2-1          |
| 4-2            | US Milanese-Atalanta   | 5-2          |

| Seconda giornata |                        |             |
| 12 mar. 1916     |                        | 2 apr. 1916 |
| ndic             | Atalanta-Trevigliese   | 2-4         |
| 2-2              | Bergamasca-US Milanese | 0-3         |

| Terza giornata |                         |             |
| 19 mar. 1916   |                         | 9 apr. 1916 |
| 0-0            | Bergamasca-Atalanta     | 0-2         |
| 2-2            | US Milanese-Trevigliese | 1-2         |

- Atalanta-Trevigliese, non disputata per l'impraticabilità di Via Maglio del Lotto, non fu recuperata per rinuncia dell'Atalanta (0-2 a tav.).

#### Girone C

##### Squadre partecipanti
| Club                     | Città     |
| ------------------------ | --------- |
| A.C. Enotria             | Milano    |
| A.S. Fanfulla            | Lodi (MI) |
| Nazionale Lombardia F.C. | Milano    |
| Olona F.C.               | Milano    |

##### Risultati
| Andata (1ª) | Andata (1ª) | Prima giornata               | Ritorno (4ª) | Ritorno (4ª) |
|             |             |                              |              |              |
| 5 mar.      | 3-6         | Fanfulla-Nazionale Lombardia | 2-1          | 26 mar.      |
| 5 mar.      | 3-5         | Enotria-Olona                | 0-1          | 26 mar.      |

| Andata (2ª) | Andata (2ª) | Seconda giornata            | Ritorno (5ª) | Ritorno (5ª) |
|             |             |                             |              |              |
| 12 mar.     | -           | Nazionale Lombardia-Enotria | 2-1          | 2 apr.       |
| 12 mar.     | -           | Fanfulla-Olona              | 0-0          | 2 apr.       |

| Andata (3ª) | Andata (3ª) | Terza giornata            | Ritorno (6ª) | Ritorno (6ª) |
|             |             |                           |              |              |
| 19 mar.     | -           | Olona-Nazionale Lombardia | -            | 9 apr.       |
| 19 mar.     | -           | Enotria-Fanfulla          | -            | 9 apr.       |

#### Girone D

##### Squadre partecipanti
| Club         | Città        |
| ------------ | ------------ |
| S.S. Ardita  |              |
| Legnano F.C. | Legnano (MI) |
| Minerva F.C. |              |
| Vigor        |              |

##### Risultati
| Andata (1ª) | Andata (1ª) | Prima giornata  | Ritorno (4ª) | Ritorno (4ª) |
|             |             |                 |              |              |
| 5 mar.      | 5-2         | Ardita-Vigor    | 1-0          | 26 mar.      |
| 5 mar.      | 9-1         | Legnano-Minerva | 4-1          | 26 mar.      |

| Andata (2ª) | Andata (2ª) | Seconda giornata | Ritorno (5ª) | Ritorno (5ª) |
|             |             |                  |              |              |
| 12 mar.     | -           | Vigor-Minerva    | -            | 2 apr.       |
| 12 mar.     | 6-0         | Legnano-Ardita   | 4-2          | 2 apr.       |

| Andata (3ª) | Andata (3ª) | Terza giornata | Ritorno (6ª) | Ritorno (6ª) |
|             |             |                |              |              |
| 19 mar.     | -           | Vigor-Legnano  | -            | 9 apr.       |
| 19 mar.     | -           | Minerva-Ardita | -            | 9 apr.       |

#### Finale
|         | Risultati |         | Luogo e data                 |  |
| ------- | --------- | ------- | ---------------------------- |  |
| Saronno | 1 - 1     | Legnano | Busto Arsizio, 7 maggio 1916 |  |
| Legnano | 4 - 2     | Saronno | Milano, 14 maggio 1916       |  |
|         |           |         |                              |  |

### Coppa Internazionale

#### Gruppo A
|  | Pos. | Squadra         | Pt | G | V | N | P | GF | GS | DR  |
|  | ---- | --------------- | -- | - | - | - | - | -- | -- | --- |
|  | 1.   | Saronno         | 10 | 5 | 5 | 0 | 0 | 21 | 4  | +17 |
|  | 2.   | Legnano         | 6  | 6 | 3 | 0 | 3 | 18 | 10 | +8  |
|  | 3.   | Inter II        | 4  | 5 | 2 | 0 | 3 | 15 | 12 | +3  |
|  | 4.   | Juventus Italia | 2  | 6 | 1 | 0 | 5 | 13 | 19 | -6  |

Legenda:
      Qualificato alla finale.
Note:
Due punti a vittoria, uno a pareggio, zero a sconfitta.

#### Gruppo B
|  | Pos. | Squadra          | Pt | G | V | N | P | GF | GS | DR  |
|  | ---- | ---------------- | -- | - | - | - | - | -- | -- | --- |
|  | 1.   | AC Milanese      | 10 | 6 | 4 | 2 | 0 | 15 | 9  | +6  |
|  | 2.   | Milan II         | 9  | 6 | 4 | 1 | 1 | 15 | 17 | -2  |
|  | 3.   | Enotria Goliardo | 3  | 6 | 1 | 1 | 4 | 5  | 15 | -10 |
|  | 4.   | Fanfulla         | 2  | 6 | 1 | 0 | 5 | 8  | 23 | -15 |

Legenda:
      Qualificato alla finale.
Note:
Due punti a vittoria, uno a pareggio, zero a sconfitta.

#### Finale
La finale tra Saronno e ACM si disputò sul campo di via Goldoni il 9 gennaio 1916 ma fu interrotto dopo circa 2 ore e 12 minuti di gioco nel corso dei tempi supplementari ad oltranza per il sopraggiungere dell'oscurità e dovette essere ripetuto. Anche la ripetizione, disputata la settimana successiva sul medesimo campo, fu interrotta per lo stesso motivo dopo oltre due ore di gioco. Il terzo incontro, disputato il 30 gennaio sempre sul medesimo campo, vide infine prevalere il Saronno per 3-0.
Verdetti
- Saronno vincitore della Coppa Internazionale.

### Terza Categoria

#### I gruppo

##### Squadre partecipanti
| Club                     | Città  |
| ------------------------ | ------ |
| S.S. Ardita              | Milano |
| Minerva F.C.             | Milano |
| Nazionale Lombardia F.C. | Milano |
| Sport-Iris F.C.          | Milano |

##### Classifica finale
|  | Pos. | Squadra             | Pt | G | V | N | P | GF | GS | DR  |
|  | ---- | ------------------- | -- | - | - | - | - | -- | -- | --- |
|  | 1.   | Nazionale Lombardia | 10 | 6 | 5 | 0 | 1 | 19 | 0  | +19 |
|  | 2.   | Minerva             | 7  | 6 | 3 | 1 | 2 | 13 | 10 | +3  |
|  | 3.   | Sconosciuta         | ?  | 6 |   |   |   |    |    | +   |
|  | 4.   | Sconosciuta         | ?  | 6 |   |   |   |    |    | -   |

Legenda:
      Qualificato alla finale per il titolo lombardo.
Note:
Due punti a vittoria, uno a pareggio, zero a sconfitta.

##### Risultati
| Andata (1ª) | Andata (1ª) | Prima giornata | Ritorno (4ª) | Ritorno (4ª) |
|             |             |                |              |              |
| 3 ott.      | 1-1         | Iris-Minerva   | -            | 24 ott.      |
| 3 ott.      | -           | -              | -            | 24 ott.      |

| Andata (2ª) | Andata (2ª) | Seconda giornata            | Ritorno (5ª) | Ritorno (5ª) |
|             |             |                             |              |              |
| 10 ott.     | -           | Minerva-Nazionale Lombardia | 0-4          | 31 ott.      |
| 10 ott.     | -           | Ardita-Iris                 | -            | 31 ott.      |

| Andata (3ª) | Andata (3ª) | Terza giornata           | Ritorno (6ª) | Ritorno (6ª) |
|             |             |                          |              |              |
| 17 ott.     | 2-1         | Ardita-Minerva           | 1-3          | 7 nov.       |
| 17 ott.     | 5-1         | Nazionale Lombardia-Iris | 2-0          | 7 nov.       |

#### II gruppo

##### Squadre partecipanti
| Club                | Città        |
| ------------------- | ------------ |
| Internazionale F.C. | Milano       |
| U.S. Milanese       | Milano       |
| A.C. Monza          | Monza (MI)   |
| Pro Lissone         | Lissone (MI) |

##### Classifica finale
|  | Pos. | Squadra     | Pt | G | V | N | P | GF | GS | DR |
|  | ---- | ----------- | -- | - | - | - | - | -- | -- | -- |
|  | 1.   | Monza       | 9  | 6 | 4 | 1 | 1 | 9  | 9  | 0  |
|  | 2.   | US Milanese | 9  | 6 | 4 | 1 | 1 | 16 | 12 | +4 |
|  | 3.   | Inter       | 4  | 6 | 1 | 2 | 3 | 6  | 8  | -2 |
|  | 4.   | Pro Lissone | 2  | 6 | 1 | 0 | 5 | 9  | 11 | -2 |

Legenda:
      Qualificato alla finale per il titolo lombardo.
Note:
Due punti a vittoria, uno a pareggio, zero a sconfitta.
Spareggio per il primo posto: Monza-US Milanese 5-2.

##### Risultati
| Andata (1ª) | Andata (1ª) | Prima giornata          | Ritorno (4ª) | Ritorno (4ª) |
|             |             |                         |              |              |
| 3 ott.      | 3-2         | US Milanese-Pro Lissone | -            | 24 ott.      |
| 3 ott.      | 0-0         | Inter-Monza             | -            | 24 ott.      |

| Andata (2ª) | Andata (2ª) | Seconda giornata  | Ritorno (5ª) | Ritorno (5ª) |
|             |             |                   |              |              |
| 10 ott.     | -           | US Milanese-Inter | 2-2          | 31 ott.      |
| 10 ott.     | -           | Monza-Pro Lissone | 3-1          | 31 ott.      |

| Andata (3ª) | Andata (3ª) | Terza giornata    | Ritorno (6ª) | Ritorno (6ª) |
|             |             |                   |              |              |
| 17 ott.     | 5-0         | Monza-US Milanese | 0-4          | 7 nov.       |
| 17 ott.     | 2-1         | Inter-Pro Lissone | 1-3          | 7 nov.       |

#### III gruppo

##### Squadre partecipanti
| Club             | Città              |
| ---------------- | ------------------ |
| S.S. Aurora      | Busto Arsizio (MI) |
| S.G. Gallaratese | Gallarate (MI)     |
| Olona F.C.       | Milano             |
| Saronno F.C.     | Saronno (MI)       |

##### Classifica finale
|  | Pos. | Squadra     | Pt | G | V | N | P | GF | GS | DR  |
|  | ---- | ----------- | -- | - | - | - | - | -- | -- | --- |
|  | 1.   | Olona       | 10 | 6 | 5 | 0 | 1 | 36 | 8  | +28 |
|  | 2.   | Aurora      | 8  | 6 | 4 | 0 | 2 | 15 | 17 | -2  |
|  | 3.   | Saronno     | 5  | 6 | 2 | 1 | 3 | 15 | 10 | +4  |
|  | 4.   | Gallaratese | 1  | 6 | 0 | 1 | 5 | 5  | 38 | -33 |

Legenda:
      Qualificato alla finale per il titolo lombardo.
Note:
Due punti a vittoria, uno a pareggio, zero a sconfitta.

##### Risultati
| Andata (1ª) | Andata (1ª) | Prima giornata | Ritorno (4ª) | Ritorno (4ª) |
|             |             |                |              |              |
| 3 ott.      | 5-1         | Aurora-Olona   | -            | 24 ott.      |
| 3 ott.      | -           | -              | -            | 24 ott.      |

| Andata (2ª) | Andata (2ª) | Seconda giornata  | Ritorno (5ª) | Ritorno (5ª) |
|             |             |                   |              |              |
| 14 nov.     | 5-1         | Olona-Gallaratese | 16-0         | 31 ott.      |
| 10 ott.     | -           | Saronno-Aurora    | 1-2          | 31 ott.      |

| Andata (3ª) | Andata (3ª) | Terza giornata     | Ritorno (6ª) | Ritorno (6ª) |
|             |             |                    |              |              |
| 17 ott.     | 3-5         | Gallaratese-Aurora | 0-2          | 7 nov.       |
| 17 ott.     | 0-1         | Saronno-Olona      | 1-5          | 7 nov.       |

#### Finali

##### Classifica finale
|  | Pos. | Squadra             | Pt | G | V | N | P | GF | GS | DR |
|  | ---- | ------------------- | -- | - | - | - | - | -- | -- | -- |
|  | 1.   | Nazionale Lombardia | 7  | 4 | 3 | 1 | 0 | 8  | 1  | +7 |
|  | 2.   | Olona               | 5  | 4 | 2 | 1 | 1 | 7  | 5  | +2 |
|  | 3.   | Monza               | 0  | 4 | 0 | 0 | 4 | 1  | 10 | -9 |

Legenda:
      Campione lombardo di Terza Categoria.
Note:
Due punti a vittoria, uno a pareggio, zero a sconfitta.

## Veneto

### Coppa Federale Veneta

#### Risultati
| andata (1ª) | andata (1ª)    | Prima giornata   | ritorno (4ª) | ritorno (4ª) |
|             |                |                  |              |              |
| 16 apr.     | -              | Treviso-Petrarca | -            | 7 mag.       |
| 16 apr.     | Riposa: Padova |                  |              | 7 mag.       |

| andata (2ª) | andata (2ª)      | Seconda giornata | ritorno (5ª) | ritorno (5ª) |
|             |                  |                  |              |              |
| 23 apr.     | 5-0              | Padova-Treviso   | -            | 14 mag.      |
| 23 apr.     | Riposa: Petrarca |                  |              | 14 mag.      |

| andata (1ª) | andata (1ª)    | Prima giornata   | ritorno (4ª) | ritorno (4ª) |
|             |                |                  |              |              |
| 16 apr.     | -              | Treviso-Petrarca | -            | 7 mag.       |
| 16 apr.     | Riposa: Padova |                  |              | 7 mag.       |

| andata (2ª) | andata (2ª)      | Seconda giornata | ritorno (5ª) | ritorno (5ª) |
|             |                  |                  |              |              |
| 23 apr.     | 5-0              | Padova-Treviso   | -            | 14 mag.      |
| 23 apr.     | Riposa: Petrarca |                  |              | 14 mag.      |

| \| andata (3ª) \| andata (3ª) \| Terza giornata \| ritorno (6ª) \| ritorno (6ª) \| \| \| \| \| \| \| \| 30 apr. \| 1-2 \| Petrarca-Padova \| - \| 21 mag. \| \| 30 apr. \| Riposa: Treviso \| \| \| 21 mag. \| |                 |                 |              |              |
| andata (3ª) | andata (3ª)     | Terza giornata  | ritorno (6ª) | ritorno (6ª) |
| |                 |                 |              |              |
| 30 apr. | 1-2             | Petrarca-Padova | -            | 21 mag.      |
| 30 apr. | Riposa: Treviso |                 |              | 21 mag.      |

| andata (3ª) | andata (3ª)     | Terza giornata  | ritorno (6ª) | ritorno (6ª) |
|             |                 |                 |              |              |
| 30 apr.     | 1-2             | Petrarca-Padova | -            | 21 mag.      |
| 30 apr.     | Riposa: Treviso |                 |              | 21 mag.      |

| andata (1ª) | andata (1ª)    | Prima giornata  | ritorno (4ª) | ritorno (4ª) |
|             |                |                 |              |              |
| 16 apr.     | 5-1            | Hellas-Leonidas | -            | 7 mag.       |
| 16 apr.     | Riposa: Ellade |                 |              | 7 mag.       |

| andata (2ª) | andata (2ª)    | Seconda giornata | ritorno (5ª) | ritorno (5ª) |
|             |                |                  |              |              |
| 23 apr.     | -              | Leonidas-Ellade  | -            | 14 mag.      |
| 23 apr.     | Riposa: Hellas |                  |              | 14 mag.      |

| andata (1ª) | andata (1ª)    | Prima giornata  | ritorno (4ª) | ritorno (4ª) |
|             |                |                 |              |              |
| 16 apr.     | 5-1            | Hellas-Leonidas | -            | 7 mag.       |
| 16 apr.     | Riposa: Ellade |                 |              | 7 mag.       |

| andata (2ª) | andata (2ª)    | Seconda giornata | ritorno (5ª) | ritorno (5ª) |
|             |                |                  |              |              |
| 23 apr.     | -              | Leonidas-Ellade  | -            | 14 mag.      |
| 23 apr.     | Riposa: Hellas |                  |              | 14 mag.      |

| \| andata (3ª) \| andata (3ª) \| Terza giornata \| ritorno (6ª) \| ritorno (6ª) \| \| \| \| \| \| \| \| 30 apr. \| - \| Hellas-Ellade \| - \| 21 mag. \| \| 30 apr. \| Riposa: Leonidas \| \| \| 21 mag. \| |                  |                |              |              |
| andata (3ª) | andata (3ª)      | Terza giornata | ritorno (6ª) | ritorno (6ª) |
| |                  |                |              |              |
| 30 apr. | -                | Hellas-Ellade  | -            | 21 mag.      |
| 30 apr. | Riposa: Leonidas |                |              | 21 mag.      |

| andata (3ª) | andata (3ª)      | Terza giornata | ritorno (6ª) | ritorno (6ª) |
|             |                  |                |              |              |
| 30 apr.     | -                | Hellas-Ellade  | -            | 21 mag.      |
| 30 apr.     | Riposa: Leonidas |                |              | 21 mag.      |

#### Finale
|        | Risultati |        | Luogo e data           |  |
| ------ | --------- | ------ | ---------------------- |  |
| Hellas | 2 - 3     | Padova | Verona, 4 giugno 1916  |  |
| Padova | 5 - 2     | Hellas | Padova, 25 giugno 1916 |  |
|        |           |        |                        |  |

L'incontro del 25 giugno era il recupero della partita di andata del 28 maggio non disputato per il mancato arrivo dell'Hellas costretto a dare forfait per ragioni di carattere militare. Il comitato regionale riconobbe la causa di forza maggiore e, invece di omologare la vittoria a tavolino, fece recuperare l'incontro il 25 giugno.

## Emilia

### Coppa Emilia

#### Classifica finale
Fonti:
|  | Pos. | Squadra           | Pt | G | V | N | P | GF | GS | DR  |
|  | ---- | ----------------- | -- | - | - | - | - | -- | -- | --- |
|  | 1.   | Bologna           | 14 | 8 | 7 | 0 | 1 | 23 | 12 | +11 |
|  | 2.   | Reggio            | 12 | 8 | 6 | 0 | 2 | 14 | 10 | +4  |
|  | 3.   | Modena            | 6  | 8 | 3 | 0 | 5 | 14 | 15 | -1  |
|  | 3.   | Audax Modena      | 6  | 8 | 3 | 0 | 5 | 15 | 20 | -5  |
|  | 5.   | Fortitudo Bologna | 2  | 8 | 1 | 0 | 7 | 8  | 17 | -9  |

Legenda:
      Vincitore della Coppa Emilia.
Note:
Due punti a vittoria, uno a pareggio, zero a sconfitta.

## Toscana

### Coppa Federale Toscana

#### Girone fiorentino

##### Risultati
| andata (1ª) | andata (1ª)    | Prima giornata | ritorno (4ª) | ritorno (4ª) |
|             |                |                |              |              |
| 19 mar.     | -              | Libertas-Robur | -            | 9 apr.       |
| 19 mar.     | Riposa: Virtus |                |              | 9 apr.       |

| andata (2ª) | andata (2ª)      | Seconda giornata | ritorno (5ª) | ritorno (5ª) |
|             |                  |                  |              |              |
| 26 mar.     | -                | Virtus-Robur     | -            | 16 apr.      |
| 26 mar.     | Riposa: Libertas |                  |              | 16 apr.      |

| andata (1ª) | andata (1ª)    | Prima giornata | ritorno (4ª) | ritorno (4ª) |
|             |                |                |              |              |
| 19 mar.     | -              | Libertas-Robur | -            | 9 apr.       |
| 19 mar.     | Riposa: Virtus |                |              | 9 apr.       |

| andata (2ª) | andata (2ª)      | Seconda giornata | ritorno (5ª) | ritorno (5ª) |
|             |                  |                  |              |              |
| 26 mar.     | -                | Virtus-Robur     | -            | 16 apr.      |
| 26 mar.     | Riposa: Libertas |                  |              | 16 apr.      |

| \| andata (3ª) \| andata (3ª) \| Terza giornata \| ritorno (6ª) \| ritorno (6ª) \| \| \| \| \| \| \| \| 2 apr. \| - \| Virtus-Libertas \| - \| 23 apr. \| \| 2 apr. \| Riposa: Robur \| \| \| 23 apr. \| |               |                 |              |              |
| andata (3ª) | andata (3ª)   | Terza giornata  | ritorno (6ª) | ritorno (6ª) |
| |               |                 |              |              |
| 2 apr. | -             | Virtus-Libertas | -            | 23 apr.      |
| 2 apr. | Riposa: Robur |                 |              | 23 apr.      |

| andata (3ª) | andata (3ª)   | Terza giornata  | ritorno (6ª) | ritorno (6ª) |
|             |               |                 |              |              |
| 2 apr.      | -             | Virtus-Libertas | -            | 23 apr.      |
| 2 apr.      | Riposa: Robur |                 |              | 23 apr.      |

#### Finale
|          | Risultati |          | Luogo e data            |  |
| -------- | --------- | -------- | ----------------------- |  |
| Pisa     | 6 - 1     | Libertas | Pisa, 7 maggio 1916     |  |
| Libertas | 0 - 1     | Pisa     | Firenze, 14 maggio 1916 |  |
|          |           |          |                         |  |

## Lazio

### Campionato romano di Prima Categoria
|  | Pos. | Squadra       | Pt | G | V | N | P | GF | GS | DR |
|  | ---- | ------------- | -- | - | - | - | - | -- | -- | -- |
|  | 1.   | Fortitudo     | 9  | 6 | 4 | 1 | 1 | ?  | ?  | +? |
|  | 2.   | Juventus Roma | 8  | 6 | 4 | 0 | 2 | ?  | ?  | +? |
|  | 3.   | Pro Roma      | 7  | 6 | 3 | 1 | 2 | ?  | ?  | +? |
|  | 4.   | Audace Roma   | 0  | 6 | 0 | 0 | 6 | ?  | ?  | -? |

Legenda:
      Campione romano di Prima Categoria.
Note:
Due punti a vittoria, uno a pareggio, zero a sconfitta.

### Coppa Federale Laziale

#### Risultati
| andata (1ª) | andata (1ª)       | Prima giornata    | ritorno (4ª) | ritorno (4ª) |
|             |                   |                   |              |              |
| 16 apr.     | 3-0               | Juventus-Pro Roma | 1-5          | 14 mag.      |
| 16 apr.     | Riposa: Fortitudo |                   |              | 14 mag.      |

| andata (2ª) | andata (2ª)      | Seconda giornata   | ritorno (5ª) | ritorno (5ª) |
|             |                  |                    |              |              |
| 30 apr.     | 1-0              | Fortitudo-Pro Roma | -            | .            |
| 30 apr.     | Riposa: Juventus |                    |              | .            |

| andata (1ª) | andata (1ª)       | Prima giornata    | ritorno (4ª) | ritorno (4ª) |
|             |                   |                   |              |              |
| 16 apr.     | 3-0               | Juventus-Pro Roma | 1-5          | 14 mag.      |
| 16 apr.     | Riposa: Fortitudo |                   |              | 14 mag.      |

| andata (2ª) | andata (2ª)      | Seconda giornata   | ritorno (5ª) | ritorno (5ª) |
|             |                  |                    |              |              |
| 30 apr.     | 1-0              | Fortitudo-Pro Roma | -            | .            |
| 30 apr.     | Riposa: Juventus |                    |              | .            |

| \| andata (3ª) \| andata (3ª) \| Terza giornata \| ritorno (6ª) \| ritorno (6ª) \| \| \| \| \| \| \| \| 7 mag. \| 3-3 \| Juventus-Fortitudo \| - \| . \| \| 7 mag. \| Riposa: Pro Roma \| \| \| . \| |                  |                    |              |              |
| andata (3ª) | andata (3ª)      | Terza giornata     | ritorno (6ª) | ritorno (6ª) |
| |                  |                    |              |              |
| 7 mag. | 3-3              | Juventus-Fortitudo | -            | .            |
| 7 mag. | Riposa: Pro Roma |                    |              | .            |

| andata (3ª) | andata (3ª)      | Terza giornata     | ritorno (6ª) | ritorno (6ª) |
|             |                  |                    |              |              |
| 7 mag.      | 3-3              | Juventus-Fortitudo | -            | .            |
| 7 mag.      | Riposa: Pro Roma |                    |              | .            |